# Pierre Gendron

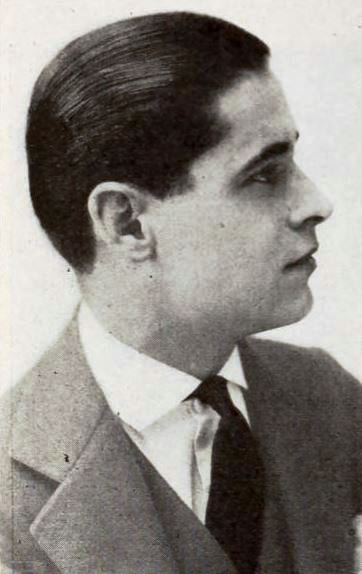
Pierre Gendron in 1920

Leon Pierre Gendron (Toledo, 4 maart 1896 – Hollywood, 27 november 1956) was een Amerikaans acteur en scenarioschrijver.
Hij was tussen 1920 en 1927 in een twintigtal stomme films te zien. Van 1926 tot 1945 was hij scenarist, zes van zijn scripts werden uiteindelijk verfilmd.

## Filmografie

### Als acteur
- 1920: The World and His Wife
- 1921: The Girl with the Jazz Heart
- 1921: Scrambled Wives
- 1921: If Women Only Knew
- 1921: The Bashful Suitor
- 1922: The Young Painter
- 1922: The Man Who Played God
- 1923: Outlaws of the Sea
- 1923: Does It Pay?
- 1923: Broadway Broke
- 1924: Just Off Broadway
- 1924: Blue Water
- 1924: The City That Never Sleeps
- 1924: Three Women
- 1924: The Dangerous Flirt
- 1924: The Lover of Camille
- 1925: What Price Beauty?
- 1925: The Scarlet Honeymoon
- 1927: The Enchanted Island

### Als scenarist
- 1926: Brooding Eyes
- 1928: Sal of Singapore
- 1944: The Monster Maker
- 1944: Minstrel Man
- 1944: Bluebeard
- 1945: Fog Island

- Bibliothèque nationale de France: cb155669466 (data)
- Gemeinsame Normdatei: 1062401646
- International Standard Name Identifier: 0000 0000 0502 6438
- Library of Congress Control Number: no2018087714
- Istituto Centrale per il Catalogo Unico: RT1V012345
- Système universitaire de documentation: 157791351
- Virtual International Authority File: 29847744
- WorldCat: E39PBJth4xVPhHtPVBt4K3j3cP